# Chroogomphus pseudotomentosus
Chroogomphus pseudotomentosus är en svampart som beskrevs av O.K. Mill. & Aime 2001. Chroogomphus pseudotomentosus ingår i släktet Chroogomphus och familjen Gomphidiaceae.   Inga underarter finns listade i Catalogue of Life.